# Петренко, Алексей Васильевич (Герой Социалистического Труда)
Алексей Васильевич Петренко — боцман теплохода «Владимир Короленко» Дальневосточного морского пароходства Министерства морского флота СССР (Приморский край), Герой Социалистического Труда (1982).
Родился 26 января 1934 года в городе Спасск-Дальний Дальневосточного края в многодетной семье. С 1939 года жил во Владивостоке.
После окончания в 1950 году семилетней школы 3 года работал учеником токаря и токарем по металлу на Дальзаводе. В 1953—1956 годах служил в Советской Армии.
После увольнения в запас с декабря 1956 года работал в Дальневосточном морском пароходстве (ДВМП) учеником матроса и матросом 2-го класса на пароходе «Азия», затем непродолжительное время на теплоходах «Сальск» и «Беризиналес». В 1965—1969 годах — боцман теплохода «Горноалтайск» и дизель-электрохода «Гижига».
С 1969 по 1994 год — боцман теплохода «Владимир Короленко» ДВМП. В любых погодных условиях обеспечивал стабильную работу палубной команды. Обучил азам профессии несколько десятков молодых моряков.
По итогам IX пятилетки награждён орденом Ленина (04.05.1971). Указом Президиума Верховного Совета СССР от 1 июля 1982 года за выдающиеся успехи по осуществлению экспортно-импортных перевозок в 1981 году, выполнение гражданского и интернационального долга присвоено звание Героя Социалистического Труда с вручением ордена Ленина и золотой медали «Серп и Молот».
Награждён медалями «Ветеран труда» и «300 лет Российскому флоту», Почётной грамотой Верховного Совета СССР.
Умер 8 октября 2024 года.